# Križevac (Međugorje)
Križevac je brdo visoko oko 500 metara koje se uzdiže kilometar južno od Međugorja u Bosni i Hercegovini.
Njegovo staro ime je brdo Šipovac, praktički spojeno sa brdom Crnicom u čijem se podnožju nalazi Pobrdo.
Križevac je s Pobrdom i župnom crkvom sv. Jakova, jedna od tri temeljne točke pobožnosti hodočasnika u Međugorje. Na vrhu brda podignut je monumentalni križ, visok 8,5 metara i širok 3,5 metara, u čast Svete godine otkupljenja 1933. –  1934., koju su podigli međugorski župljani. Gradnja križa započela je 1933., a dovršena 1934., a od te godine brdo Šipovac nosi naziv Križevac. Jedan od razloga koji je potaknuo stanovništvo na podizanje križa bile su obilne kiše koje su ugrozile usjeve, zbog čega je tadašnji župnik Bernardin Smoljan pozvao župljane da, unatoč siromaštvu, podignu križ u spomen 1900 godina Kristove muke i smrti na križu, a drugi razlog je molba tadašnjeg pape Pija XI., da se diljem svijeta podignu kipovi na vrhovima brda u čast velike obljetnice. U dršku samog križa umetnute su relikvije pravog Isusova križa, koje su za tu priliku dobivene iz Rima. Bila je to doista velika žrtva župljana Međugorja jer su sav materijal za gradnju armirano-betonskog križa (šljunak, cement, željezo, vodu i potrebnu opremu) danima morali nositi na svojim leđima uz strmi hercegovački kamenjar do vrha Šipovca.
Dana, 16. ožujka 1934. godine slavljena je prva sveta misa podno križa. U rujnu 1935. godine biskup Alojzije Mišić odredio je, da se u Međugorju slavi blagdan Uzvišenja svetoga Križa svake godine prve nedjelje nakon blagdana Rođenja Marijina, a da se misa slavi na Križevcu.
Križevac je i naziv same svetkovine Uzvišenja svetoga Križa u župi Međugorje. Tijekom tjedna koji prethodi blagdanu, križ je noću osvijetljen tisućama svjetala koja najavljuju skori blagdan.
Postaje križnog puta izrađene su u Italiji. Na Križevcu se nalazi i spomenik fra Slavku Barbariću, koji je preminuo prilikom uspona na Križevac.

## Galerija
- Postaja križnog puta na Križevcu.
- Hodočasnici na Križevcu.
- Vrh brda Križevac s križem.
- Uspon na Križevac